# Французская партия (Греция)
Французская партия (греч.  Γαλλικό Κόμμα ) — политическая группировка Греции, существовавшая в середине XIX века и ориентировавшаяся на Французcкую империю.

## История и развитие партии
Французская партия началась как политическая фракция, основанная Иоаннисом Колеттисом во время Второго Национального собрания в Астросе в 1824 году. Собрание в Астроса состоялось в 1823 году, Колеттис не получил заметного поста.
Три партии определялись так называемыми «тремя интригами», посредством которых каждая фракция поддерживала постреволюционного лидера соответствующей власти. Французская фракция поддержала герцога Немурского, второго сына Луи Филиппа, будущего короля Франции в 1830 году. Другие фракции в ответ поддержали других на трон.
Во время правления Иоанниса Каподистриаса французская и английская партии были против правящей русской (или напистской) партии. Эта коалиция продолжит свое существование под предлогом требования письменной конституции. 1831 или 1832 году, когда новым баварским монархом был избран Оттон, французская партия была твердо утверждена Колеттисом.
Партия имела поддержку в Центральной Греции, особенно на острове Эвбея, но была сильна и среди землевладельцев Пелопоннеса, таких как фракция Делигианнис.